# Luttenbach-près-Munster
Luttenbach-près-Munster (deutsch Luttenbach bei Münster, elsässisch Lütteba bi Minschter) ist eine französische Gemeinde mit 774 Einwohnern (Stand 1. Januar 2022) im Département Haut-Rhin in der Region Grand Est (bis 2015 Elsass). Sie ist Mitglied des Kommunalverbandes Vallée de Munster.

## Geografie
Luttenbach-près-Munster liegt im elsässischen Münstertal (Vallée de Munster) in den Vogesen, unmittelbar westlich von Münster (Munster), mit dem es baulich zusammengewachsen ist. Westlich an Luttenbach grenzt  Breitenbach-Haut-Rhin. Das Gemeindegebiet gehört zum Regionalen Naturpark Ballons des Vosges.

## Geschichte
„Luttenbach“ bedeutet ursprünglich, dass der Bach, der das Dorf passiert, laut sei. Das bezieht sich auf das Flüsschen Fecht. Das erste Mal wurde der Ort 1120 erwähnt als Ortsteil von Münster. Erst 1801, nach der Französischen Revolution wurde er selbständig. Von 1871 bis zum Ende des Ersten Weltkrieges gehörte Luttenbach als Teil des Reichslandes Elsaß-Lothringen zum Deutschen Reich und war dem Kreis Colmar im Bezirk Oberelsaß zugeordnet. Während des Ersten Weltkrieges hatte der Ort durch seine Nähe zur Front schwer zu leiden und wurde fast völlig zerstört; die Bevölkerung war 1915 evakuiert worden. Nach Ende des Krieges wurde das Dorf wieder aufgebaut.

## Bevölkerungsentwicklung
| Jahr                                           | 1910 | 1962 | 1968 | 1975 | 1982 | 1990 | 1999 | 2007 | 2017 |
| ---------------------------------------------- | ---- | ---- | ---- | ---- | ---- | ---- | ---- | ---- | ---- |
| Einwohner                                      | 946  | 726  | 729  | 707  | 682  | 717  | 820  | 816  | 742  |
| Quelle: Gemeindeverzeichnis, Cassini und INSEE |      |      |      |      |      |      |      |      |      |

## Verkehr
Die Gemeinde besitzt einen Haltepunkt an der Bahnstrecke Colmar–Metzeral, welche von Zügen des TER Grand Est befahren wird.

## Persönlichkeiten
- Voltaire (1694–1778) hielt sich 1754 für mehrere Monate in Luttenbach auf.[3]
- Baron Pierre de Coubertin (1863–1937) war von 1890 bis 1920 Besitzer des Schlosses, des Parks und einer berühmten, nicht mehr funktionsfähigen Druckerei.[4]